# 鮑伯·尼爾

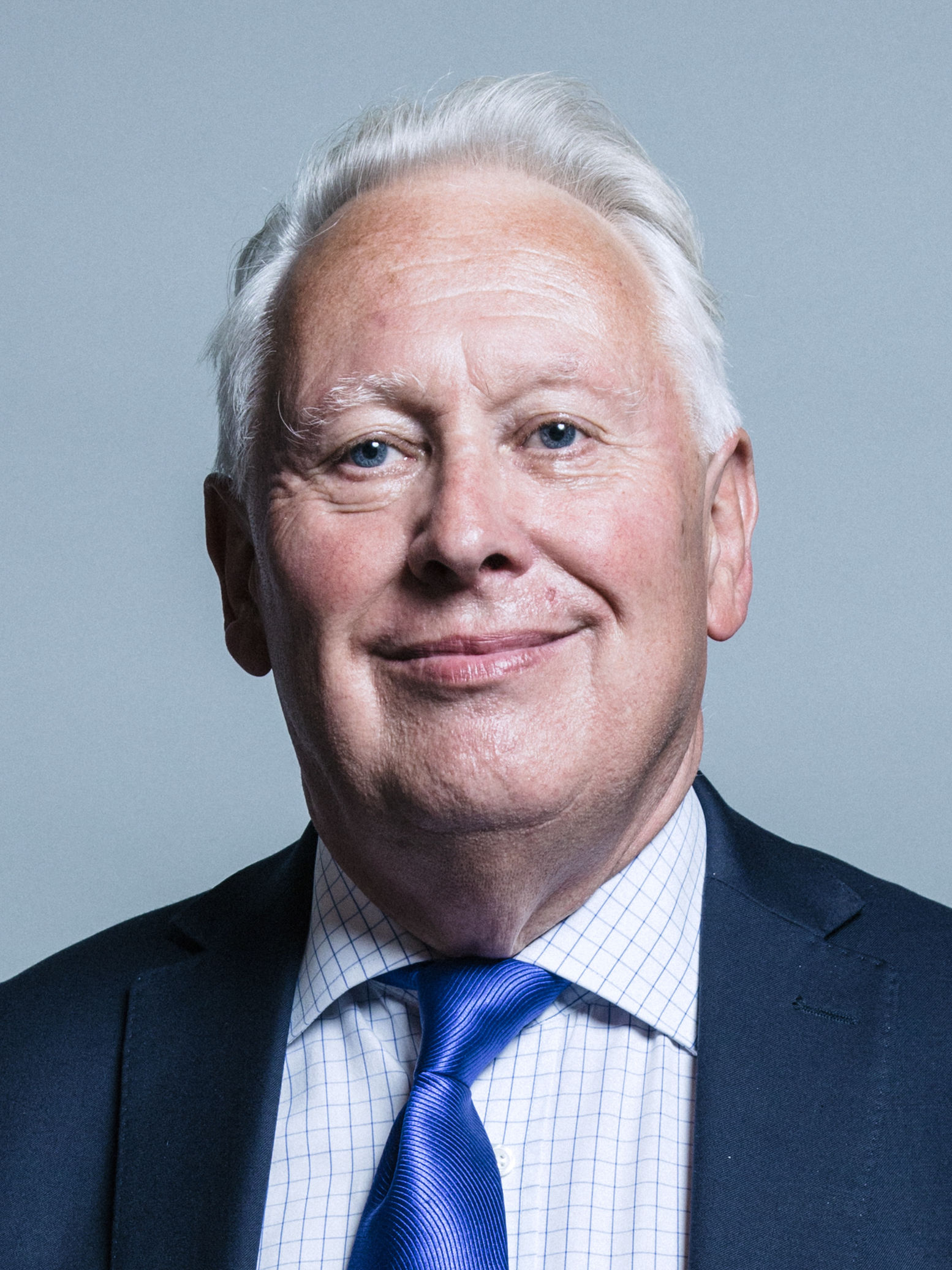

鮑伯·尼爾（Bob Neill，1952年6月24日—）是一位英格蘭政治人物，他的黨籍是保守黨。自2006年開始，他擔任布羅姆利和奇斯爾赫斯特選區選出的英國下議院議員。鮑伯·尼爾畢業於倫敦政治經濟學院。